# Bệnh xương của Paget
Bệnh xương của Paget (thường được gọi là bệnh Paget hoặc trong lịch sử, viêm xương biến dạng) là một tình trạng liên quan đến việc chỉnh sửa tế bào và biến dạng của một hoặc nhiều xương. Các xương bị ảnh hưởng có dấu hiệu tái cấu trúc xương bị điều hòa ở cấp độ hiển vi, đặc biệt là gãy xương quá mức và hình thành xương mới một cách vô tổ chức sau đó. Những thay đổi cấu trúc này làm cho xương yếu đi, có thể dẫn đến biến dạng, đau, gãy xương hoặc viêm khớp của các khớp liên quan.
Nguyên nhân chính xác của bệnh này vẫn chưa được biết, mặc dù các lý thuyết hàng đầu chỉ ra cả yếu tố di truyền và yếu tố mắc phải. Bệnh Paget có thể ảnh hưởng đến bất kỳ một hoặc nhiều xương của cơ thể (phổ biến nhất là xương chậu, xương đùi và đốt sống thắt lưng và hộp sọ), nhưng không bao giờ toàn bộ khung xương, và không lan từ xương này sang xương khác. Hiếm khi, xương bị ảnh hưởng bởi bệnh Paget có thể biến thành ung thư xương ác tính.
Vì bệnh thường ảnh hưởng đến từng người theo các cách khác nhau, phương pháp điều trị bệnh Paget có thể khác nhau. Mặc dù không có cách chữa trị bệnh Paget, thuốc (bisphosphonate và calcitonin) có thể giúp kiểm soát rối loạn và giảm đau và các triệu chứng khác. Thuốc thường thành công trong việc kiểm soát rối loạn, đặc biệt là khi bắt đầu trước khi các biến chứng bắt đầu.
Bệnh Paget ảnh hưởng từ 1,5 đến 8,0 phần trăm dân số, và phổ biến nhất ở những người gốc Anh. Nó chủ yếu được chẩn đoán ở người lớn tuổi, và hiếm gặp ở những người dưới 55 tuổi. Đàn ông thường bị ảnh hưởng nhiều hơn phụ nữ (3: 2). Bệnh được đặt theo tên của Sir James Paget.